# ストリートファイターII V
『ストリートファイターII V』（ストリートファイターツー ブイ、STREET FIGHTER II V）は、TVゲーム『スーパーストリートファイターIIX』を原作としたテレビアニメ作品。

## 概要
1995年4月10日から同年11月27日まで、毎週月曜日19:00から19:30の時間帯において、讀賣テレビ放送を製作局に日本テレビ系列（四国放送・高知放送を除く）で放送された。全29話。
1990年代の対戦型格闘ゲームブームを背景にアニメ化。前年1994年には劇場版アニメの『ストリートファイターII MOVIE』が公開されている。ただし、本作は『ストリートファイターII MOVIE』とはストーリーが全く異なる。
主題歌のプロデュースをASKAが担当するなどの話題性もあった。
本作は原作とはキャラクターのビジュアルや設定が異なる。時代設定は原作が1991年であるのに対して、本作は作品発表年である1995年であり、リュウ、ケン、春麗といったキャラクターの年齢も違う。また、エドモンド本田、ブランカ、サンダー・ホーク、ディージェイは登場しない。ストーリーには関わらないが、豪鬼がモブキャラクターに混じって背景に登場している。
なお、この作品が日本テレビ系列で放送された最後のグループ・タック制作アニメとなった。
本作終了後、同局の全国ネット放送においては『逆転裁判 〜その「真実」、異議あり!〜』まで約20年半の間、コンピュータゲーム原作のアニメは放送されていなかった。
ナレーションはバーラック役の大塚明夫が担当。提供クレジットの読み上げは読売テレビアナウンサーの植村なおみが担当していた。

## ストーリー
日本の南西諸島の中にある海宮内（みくない）島で木こりの手伝いをして暮らすリュウのもとに、ある日アメリカに住む友人・ケンから「アメリカに来い」とだけ書かれた手紙が届く。リュウは生まれて初めて飛行機に乗り、サンフランシスコでケンと再会する。
現地の酒場でアメリカ軍人と戦って勝利する2人だったが、新たに現れた軍人・ガイルに敗北を喫する。無名でも強い格闘家がいることを知ったリュウとケンは、自分たちの驕りを反省し、武者修行の旅に出るのだった。
修行の最初の地、香港ではツアーガイドをしている春麗と出会い、親しくなる。2人は無法地帯と化している九龍城でチャイニーズマフィアを相手に戦ったり、アクションスターのフェイロンと戦うなどして腕を磨いていく。そして偶然出会った老齢の武術家に、武術の才を見出されたリュウは究極の武術「波動拳」の存在を教わる。
春麗の父親であるインターポール捜査官の銅昴が麻薬密輸組織・阿修羅の標的にされ、春麗が誘拐されそうになるが、リュウとケンの活躍により未遂に終わる。銅昴の道場を襲撃した阿修羅の刺客たちもリュウたちの加勢で逃げた一人を除き全て倒された。
香港を後にした2人は銅昴に協力するためタイへ向かうが、到着直後の空港で以前逃げた阿修羅の残党の仕返しに遭い、リュウは無実の罪で投獄される。刑務所で手荒い歓迎を受けるリュウであったが、獄中の支配者であるサガットと真剣勝負をすることで格闘家として認められていく。その後、リュウを罠にはめた犯人はケンの活躍によって捕らえられたのだった。
阿修羅が壊滅したことで釈放されたサガットから「インドに波動の達人がいる」ことを聞かされた2人は、インドの修行僧ダルシムのもとへと向かう。当初は相手にされなかった2人であったが、村人たちを盗賊団から助けたことで修行することを認められた。リュウは波動拳を放つことに成功するが、力を完全にコントロールすることはかなわず、さらなる修行が必要であることを痛感する。
阿修羅の壊滅に功を成した2人は、その表彰のためスペインへ向かい、同じく功績のあった銅昴に同行していた春麗と再会する。現地で舞踏会に招待され、会場のマリア・イザベラ城に赴くケンと春麗であったが、そこは巨大犯罪シンジケート・シャドルーが運営する地下闘技場であった。シャドルーの一員であるバルログの計略により、招待前に密かに薬を盛られていた春麗は正気を失い、ケンはバルログとの戦いを強いられる。辛くもバルログを退け、春麗を正気に戻すことに成功したケンであったが、シャドルーに睡眠薬を打たれて意識を失ってしまう。春麗は姿を現したシャドルーの総帥・ベガに抵抗するが、まるで歯が立たず2人とも囚われの身となってしまう。同じ頃、海辺で波動の修行を続けていたリュウも、波動の力に目を付けたベガの差し金によって拉致される。
スペインに集うインターポールの面々は、阿修羅を裏で操っていたシャドルーの本格的な壊滅に動き出すこととなり、そのリーダーに銅昴が抜擢される。インターポールに潜り込んでいたシャドルーのスパイ・バイソンは、作戦を妨害するため、政府が極秘に雇っている殺し屋のキャミィに「銅昴が犯罪組織と通じている」と嘘を吹き込み、銅昴のもとへ差し向ける。キャミィの手によって銅昴は暗殺されかけ、一命は取り留めたものの意識不明の重体となる。銅昴への襲撃を不審がった上司のバーラックは、師匠が死んだと思い込み病院に飛んできたフェイロンと協力して、バイソンが敵のスパイであることを突き止めた。キャミィは銅昴を守ろうとするフェイロンとの交戦中に、フェイロンとバイソンの銅昴に関する発言に食い違いがあることに疑問を抱き、フェイロンの協力でバイソンが自分に嘘を吹き込んでいたことを知った。それに憤ったキャミィはバイソンを半殺しにして姿を消した。
ベガは闘技場でケンとバルログの戦いを観戦していたときに、ケンの血筋がマスターズ財閥だと知り、ケンの父親であるマスターズに莫大な額の身代金を要求する。マスターズはCIAに助けを求め、特殊工作員のガイルとその親友ナッシュがケン救出の任務に就いた。シャドルーの要塞に潜入したガイルとナッシュは要塞内で二手に別れた道を別々に進むことになる。先にベガに遭遇したナッシュはベガの操るサイコパワーの前になす術もなく、首を絞められて絶命する。駆けつけたガイルは親友の死に怒り、ベガへ突進するが一蹴され、さらにサイバーチップを埋め込まれてベガの操り人形と化した春麗が立ちはだかる。
目が覚めたケンは、シャドルー要塞で体を拘束され囚われていた。ケンは気を練ることで波動の力を加えた新たな昇龍拳「波動昇龍」を体得すると、拘束具を破壊して部屋を抜け、仲間たちを懸命に探し回った。ケンのもとに待ち受けていたのは、額にサイバーチップを埋め込まれたリュウであった。ケンは、親友の体を気遣って手が出せないでいたが、リュウが波動を練りだしたことで覚悟を決め、波動昇龍を放つ。2人の波動がぶつかりあってできた巨大な衝撃波をその身に浴びたリュウは、サイバーチップが額から剥がれ落ちて正気に戻った。
リュウとケンのもとに現れたベガは2人を「全ての力の源」と称する異空間に引きずり込み、優れた波動の使い手である2人をシャドルーへ誘うが、2人は即座に要求を突っぱねる。誘いを断ったリュウとケンが自分の野望の邪魔になると判断したベガは2人を抹殺するべく、サイコパワーを振るい2人を圧倒する。ベガの攻撃を食らって何度も倒れては立ち上がるリュウとケン。ベガはとどめを刺そうと必殺のサイコクラッシャーを放つが、ケンの渾身の波動昇龍に相殺される。二つの巨大な気がぶつかりあったことで、サイバーチップの制御装置が異常をきたし、春麗も正気に戻る。波動昇龍を放って精魂使い果たしたケンの思いを受け取ったリュウは、波動昇龍を受けてダメージの残るベガに次々に拳を叩き込み、最後に波動拳を放ってベガを撃破した。同時にベガのパートナーである鷲の石像イーグルヘッドも破壊された。
戦いが終わった後、ケンは誘拐の件で父親に迷惑をかけたことから、一度故郷へ戻ることにする。リュウも自分の求めていた強さを改めて見つめ直し、再度修行の旅に向かう。2人は「今度会うときは、もう少し、マシな格闘家になっていよう」と誓いの拳を交わし、それぞれ違う道を歩むことになるのであった。

## 登場人物
リュウ
声 - 辻谷耕史（幼少期 - 氷上恭子）
生年月日：1977年7月21日 / 身長：178cm / 体重：81kg / B/W/H：113/78/96cm / 血液型：O / 出身地：日本 / 好きなもの：ハンバーグ、犬、格闘技 / 嫌いなもの：敗北、無礼者 / 趣味：指立て伏せ、詰め将棋 / 格闘の型：空手
17歳の格闘家。世間知らずでやや天然だが、格闘技に対しては真摯に向き合う明るく正義感も強い熱血漢。犬が好きで、マスターズ邸の番犬からも瞬時に懐かれている。
海宮内島で木こりのバイトをしながら、様々な格闘大会で好成績を収めていた。ケンと共に武者修行の旅に出て、インドでの修行で波動拳を会得。
自然界に存在するエネルギーと、自己体内に存在する「気」のエネルギーを直結させる力を秘めており、瞬時に猛烈なエネルギーを放出する力にもなるが、本人はまだ、そのことに気づいていない。
使用技
波動拳…気を集中して練った波動エネルギーを相手に放つ。インドでの修行で体得する。本作の波動拳は、ゲーム本編との性質が異なり、気を練ることに非常に時間がかかるが、空まで飛んでいくほどの威力を発揮することもある。
昇龍拳…アッパーを繰り出しながら飛び上がる。
竜巻旋風脚…竜巻のように回転しながら連続で回し蹴りを入れる。
ケン
声 - 羽賀研二（幼少期 - 池田優こ）
生年月日：1978年2月14日 / 身長：179cm / 体重：80kg / B/W/H：112/78/98cm / 血液型：B / 出身地：アメリカ / 好きなもの：ポルシェ、バイク / 嫌いなもの：束縛、厚化粧 / 趣味：ドライブ / 格闘の型：空手
17歳の格闘家。アメリカ人の父（声 - 若本規夫→谷口節）と日本人の母（声 - 佐久間なつみ）を持つハーフ。世界有数の財団であるマスターズ財団の御曹司で、リュウとは同門の親友で、気障な一面もあるが友情に厚い熱血漢。
7歳から15歳まで日本でリュウと共に修行した少年時代に強い思い入れがあり、当時修行していた道場を自宅の庭に再現するほどである。リュウと同じく様々な格闘大会で好成績を収めていた。
旅の資金にはマスターズ家の財力が使われており、タイでリュウがドヌーによってアヘンをバッグに仕込まれ冤罪で投獄された際やインドの女医アンナの病院を守る際には、現地の財団スタッフの協力も得ている。
使用技
昇龍拳…アッパーを繰り出しながら飛び上がる。
波動昇龍拳…拳に波動エネルギーを纏った状態で昇龍拳を繰り出す。
春麗
声 - 横山智佐
生年月日：1980年3月1日 / 身長：169cm / 体重：51kg / B/W/H：87/60/86cm / 血液型：A / 出身地：香港 / 好きなもの：好奇心、冒険、クレープ / 嫌いなもの：パパからのポケベル、一時限目の授業 / 趣味：素肌のお手入れ、占いを読む / 格闘の型：中国拳法
15歳の格闘家。香港の名門武術道場の師範・銅昴（ドウライ）の娘。活動的かつ好奇心旺盛な性格で、危険なことにも首を突っ込みたがる。まだ刑事になっていない女子高生で、父の経営する道場で師範代などを引き受け、父の手伝いをしている。
旅行客案内のアルバイトの際にリュウたちと知り合い、一緒に行動するようになる。九龍城で危険な目に遭ったりもしたが、リュウやケンと一緒にいることを楽しんでいた。
オープニング映像や第6話では、ゲーム本編とは異なる道着を着用しているが、シャドルーの配下になっている間はゲーム本編のものに酷似した道着を着用。髪型はゲームと異なる。
ガイル
声 - 玄田哲章
生年月日：1973年12月13日 / 身長：187cm / 体重：92kg / B/W/H：117/82/105cm / 血液型：O / 出身地：アメリカ / 好きなもの：バーボン、ジェットの爆音 / 嫌いなもの：軟弱、二日酔 / 趣味：ウエイトトレーニング、映画を見る / 格闘の型：ミリタリーコンバット
アメリカ空軍の軍曹。21歳。アニメ版のストーリーではリュウとケンの目標となる米国空軍屈指のファイター。
仲間たちに完勝して勢いづいたリュウとケンを叩きのめし、彼らが世界に旅立つきっかけを作った。
後に、ケンの父からの要請で、誘拐されたケン救出のため、ナッシュと共にスペインに飛び立った。
サガット
声 - 銀河万丈
生年月日：1963年7月2日 / 身長：207cm / 体重：115kg / B/W/H：122/90/110cm / 血液型：B / 出身地：タイ / 好きなもの：リングの匂い、栄光 / 嫌いなもの：権力、麻薬 / 趣味：先祖の墓参り / 格闘の型：ムエタイ
囚人たちのボス。28歳。かつては無敗を誇るムエタイのチャンピオンであり、ルンピニー、ラジャダムノンの両スタジアムで優勝したこともあったが、八百長試合を断ったために、麻薬組織「阿修羅」によって麻薬所持の冤罪を着せられ投獄される。
獄中でリュウと対戦。ムエタイ対決に勝ったのも束の間、得意の空手に切り替えたリュウに敗北するが、友情が芽生える。仮釈放後のリュウがケンと共に阿修羅を壊滅させたことで、サガットも無実が認められて釈放された。
10年前、波動を知るべくインドに赴くもダルシムには相手にされなかった。
ゲームとは違い、隻眼ではなく、胸の傷跡もない。
使用技
タイガーニークラッシュ…素早い跳び膝蹴りを繰り出す。極めて強力な技で、無敵の威力を誇る。
ダルシム
声 - 飯塚昭三
生年月日：不詳 / 身長：175cm / 体重：63kg / B/W/H：98/68/85cm / 血液型：O / 出身地：インド / 好きなもの：子供、ゾウ / 嫌いなもの：都会、騒音 / 趣味：ストレッチ、香辛料集め / 格闘の型：ヨガ+関節技
インドの村・アヒチャトラの僧侶。
人を傷つける格闘家に対してよい感情を抱いておらず、当初は波動の情報を求めて自分のもとを訪れたリュウとケンを「獣」と称し相手にしていなかったが、後に彼らの努力とひたむきな態度を認めるようになり、リュウに波動を体得する術を伝授した。
バルログ・ファビオ・ラ・セルダ
声 - 塩沢兼人
生年月日：1977年1月27日 / 身長：182cm / 体重：75kg / B/W/H：101/76/92cm / 血液型：O / 出身地：スペイン / 好きなもの：美しいもの全て、血、闘牛 / 嫌いなもの：美しくないもの全て / 趣味：鏡を見ること / 格闘の型：忍術+居合い
18歳の国民的な闘牛士。スペインの名家「ラ・セルダ家」の出身。端正な顔立ちも相まって、特に女性に絶大な支持を誇るが、実はシャドルーの一員でマリア・イザベラ城で行われる金網デスマッチで殺戮を繰り返していた。春麗の美しさに惚れアプローチを繰り返すが、春麗はバルログの残酷な本性を感じ取って拒絶反応を示していた。春麗のそばにいるケンに嫉妬の念を抱いていた。
夫を毒殺されて人間不信に陥った美しい母親は、彼に異常なまでの愛情を注いだ。その結果バルログは完全なマザコンであると同時に、冷酷で残忍なナルシストに成長した。自分の美しさに酔いしれるナルシストで、特に自分の顔を傷つけた者には容赦しない。「戦いは愚かであればあるほど、残酷であればあるほど美しい」との考えを持つ。
相手を敵と認めて本気で戦うときは、戦闘前に「血のイニシエーション」と呼ばれる儀式を行う。これは、自分と相手の腕を鉤爪で傷つけ、その傷口同士を密着させ血を混ぜ合うというもの。これによりバルログと対戦相手は「血を分け合った兄弟」とみなされ、1つの大切なものを賭けて本気で戦うことになる。
原作とは仮面のデザインが異なる。体には蛇の刺青がなく、肌の色も褐色となっている。忍者のような素早い身のこなしと高いジャンプ力で相手を翻弄し、左手に装着した鉤爪で相手を切り裂く。
使用技
ローリングクリスタルフラッシュ…地面を前転しながら体当たりで攻撃し、最後に爪で突き刺す。
フライングバルセロナアタック…空中から相手に飛び掛かり、両腕を広げるようにして爪で斬り付ける。
飛龍（フェイロン）
声 - 矢尾一樹
生年月日：1978年4月23日 / 身長：176cm / 体重：76kg / B/W/H：106/76/95cm / 血液型：O / 出身地：香港 / 好きなもの：熱中できる脚本、自己主張 / 嫌いなもの：自己満足、手加減 / 趣味：ヌンチャク、飲茶の食べ歩き / 格闘の型：中国拳法
17歳の香港の若手アクションスター。銅昴の門下生で、銅昴を「師父」と呼び尊敬している。春麗からは兄のように慕われている。
単なる演技に留まらない格闘アクションを追求しており、台本に沿ったアクションには否定的。映画監督に対して噛み付くことも多く「お前のような生意気な奴は初めてだ」と言われていた。よりリアルな格闘シーンを求めて、タイガーバームガーデンでケンを対戦相手として指名した。
後に銅昴を頼ってスペインに飛び立った。
使用技
遠撃蹴…前方へ踏み込みながら上段蹴りを繰り出す。
キャミィ
声 - 佐々木庸子
生年月日：生年秘密1月6日 / 身長：167cm / 体重：47kg / B/W/H：85/57/85cm / 血液型：B / 出身地：イギリス / 好きなもの：孤独、サングラス / 嫌いなもの：裏切り者 / 趣味：教会に行くこと、ピアノ / 格闘の型：暗殺骨法
ロザリオに繋げたワイヤーを自在に操る殺し屋。「美しき暗殺者」の異名を持つ。蹴り技を主体にした近接格闘を武器にし、とどめは相手の首にワイヤーを巻いて締め上げる戦法を取る。
殺しに対して独自の美学とプライドを持っており、それに反する者や自分を騙した者には容赦しない。信心深い一面もあり、暗殺の前にはロザリオを握り神に赦しを乞う。バイソンに雇われたが、本来は殺しに正当な理由がない場合は動かない。バイソンから銅昴を悪党と思わされたが、フェイロンから言い聞かされて騙されたことに気づき、激怒してバイソンを痛めつけた。
使用技
スパイラルアロー…錐揉み回転を加えた両脚蹴りで突進する。
キャノンスパイク…身体を捻った直後に低い位置から相手を蹴り上げ高く跳び上がる。
フライングネックハント…相手の首元を片手で掴んで投げ落とす。
バイソン
声 - 西村知道
生年月日：1966年9月4日 / 身長：184cm / 体重：99kg / B/W/H：115/88/102cm / 血液型：A / 出身地：アメリカ / 好きなもの：漫画、ギャンブル / 嫌いなもの：減量 / 趣味：嫌いなやつをサンドバッグにする / 格闘の型：ボクシング
シャドルーの工作員。捜査官としてインターポールに潜入し、内部情報をシャドルーに流している。キャミィを雇い、シャドルーにとって目障りな銅昴暗殺を計画する。
普段は落ち着いた態度をしているが、想定外の事態やプレッシャーに弱く、事あるごとに汗を拭く癖がある。後期のオープニング映像ではボクサーの格好をしているが、本編では戦わなかった。
ザンギエフ
声 - 田中康郎
生年月日：1966年6月1日 / 身長：200cm / 体重：130kg / B/W/H：130/100/115cm / 血液型：A / 出身地：ロシア / 好きなもの：肝試し、日光浴 / 嫌いなもの：弱い者いじめ / 趣味：コサックダンス / 格闘の型：レスリング
シャドルーに雇われたプロレスラー。
知性に欠けるが、同僚が驚愕するほどの怪力の持ち主。無益な争いは好まないが、必要とあらば相手の命を絶つことも辞さない。
リュウをベガの要塞に招こうとするが抵抗されたため、同行していたシャドルーの構成員と連携してリュウを気絶させて捕獲する。
その後、要塞に侵入していたガイルと対決する。持ち前の怪力とプロレス技でガイルを追い詰めるが、大技を決めようとした際にガイルが苦し紛れに振り回した足が偶然急所に当たり、よろめいた隙に反撃を顔面に叩き込まれて倒された。
使用技
アトミックスープレックス…ジャーマン・スープレックスからさらに跳び上がってのスープレックスを決める連続技。
ベガ
声 - 内海賢二
生年月日：不詳 / 身長：不明 / 体重：不明 / B/W/H：不明 / 血液型：不明 / 出身地：不明 / 好きなもの：征服 / 嫌いなもの：正義、邪魔者 / 趣味：不明 / 格闘の型：サイコパワー
犯罪シンジケート「シャドルー」の総帥で、本作の黒幕。スペインの小島にある要塞を中心に活動しているが、本拠地はカンボジアに所在する。
他者を寄せ付けない圧倒的な格闘技術と、強力なサイコパワーを操る魔人。サイコパワーを使うときは目が赤紫色に光り、目にも止まらぬ速さの高速移動を繰り出したり、銃で撃たれても弾を体から弾くことができる。サイコパワーを纏った手から衝撃波を放って相手を弾き飛ばすこともでき、並の人間であれば片手で首を締め上げてサイコパワーを発するだけで殺害する。
本作におけるサイコパワーや波動は「全ての力の源の空間」と呼べる場所の力であり、歴史の偉人たちもその空間の力を得ていたという。ベガは、空間の化身とも呼べる鷲の頭部を模した石像イーグルヘッドをパートナーにもしている。
シャドルーの科学力によって編み出されたサイバーチップを使ってリュウや春麗を洗脳して手駒にした。真の目的は「地球を荒らし続ける人類を滅ぼし、地球の新時代の覇者になる」ことだが、リュウからは「ただの独裁者」、ケンからは「テロリスト」と言われた。リュウとケンに敗れ、イーグルヘッドも大破した。
原作とは違い、着ている軍服の色が赤から青を基調としたものに変わっている。
使用技
ダブルニープレス…前方に低い軌道で飛び込み、空中で前転するようにして両脚を振り下ろす。本作では足にサイコパワーを纏わせて繰り出す。
サイコクラッシャー…全身にサイコパワーを纏った状態で突進する。ベガ最大の必殺技で、殺人的な威力を誇る。
ナッシュ
声 - 田中亮一
ガイルの同僚。ガイルと共に誘拐されたケンを救出するためスペインへ飛ぶが、ベガに殺される。
本作での容姿は黒髪のヒゲ面であり、同年に稼働したゲーム『ストリートファイターZERO』のものとは全く異なっている。
銅昴（ドウライ）
声 - 納谷六朗
春麗の父。インターポールの捜査官で、中国拳法の道場の師範でもある。人望が厚く、部下の刑事やフェイロンなど門下生たちも彼を慕っていた。捜査先のスペインでシャドルーのスパイであるバイソンからの暗殺指示を受けたキャミィからの攻撃でバルコニーから転落する。表向きでは即死となってはいるが、実際には病院の集中治療室(ICU)で一命を取り留めている。
ゾルター
声 - 松尾貴司
ベガの側近であるシャドルーの科学者。サイバーチップの開発者。
傍若無人なベガに振り回されながらも、強い忠誠を誓っている。リュウへの調べを進めていくうちに、波動の存在についてもある程度の理解を示す順応性を見せる。
インターポールが要塞の場所を嗅ぎつけたことに気づいたベガに命令され、構成員たちと共に潜水艦でカンボジアを目指して脱出した。
バーラック
声 - 大塚明夫
インターポールの捜査官で、シャドルー捜査の中心的存在。
部下の銅昴が襲われたため、犯人の捜査のためフェイロンに協力を申し入れる。
ゾッチ
声 - 笹岡繁蔵
シャドルーの下部組織「阿修羅」のボス。切断した人間の腕をコレクションしている悪趣味な男。
改造した左腕にアタッチメントのチェーンソーを取り付け、相手を斬り付ける。
阿修羅の本拠地に侵入したリュウとケンを拘束して尋問するが、銅昴が率いる武装警察隊に本拠地を制圧され、ケンに倒され逮捕された。
ドヌー
声 - 二又一成
阿修羅の幹部。右頬に傷がある男。
ムエタイの使い手たちを率いて銅昴の道場を襲撃するが、リュウや銅昴たち5人の返り討ちに遭う。その後、タイの空港で偶然見かけたリュウのバッグにアヘンを入れて無実の罪を着せたが、ケンの手引きで仮釈放されたリュウに一撃で倒され、真犯人として逮捕される。タイに来た銅昴と警察署内で接触した後、署内に潜入していた阿修羅のスパイであるスーンにより用済みとして射殺された。
スーン
声 - 関俊彦
表向きはタイの警察で最も信頼が厚いとされる男だが、その正体は警察に成り済ましている阿修羅のスパイ。ドヌーが捕まった後はボスのゾッチに「用済み」と殺害を依頼され、文字通りドヌーを殺し、本部に一旦逃げ込んだ。しかし実は香港で捕まっていた阿修羅の幹部や残党たちが銅昴に情報を教えていたため、既にバレており、盗聴発信機を付けられたことで居場所を突き止められ、部下共々逮捕された。
ラジャ
声 - 佐藤政道
真面目な性格で、職務に忠実なタイの警察官。ドヌーに嵌められ、無実の罪で捕まったリュウの取り調べをしていた。
当初はリュウの証言を疑っていたが、後にリュウとケンが真犯人のドヌーを連行してきたことで疑いを晴らし、二人を敬礼で見送る。
仕事とはいえ彼を銅昴の知り合いだと知らずに疑ったことは申し訳なく思っており、ドヌーの逮捕後はタイに来た銅昴に直接謝罪している。
スーンの上司であり、彼を部下として強く信頼していたため、銅昴からスーンの正体を知らされた際には複雑な表情を浮かべていた。
ヌチット
声 - 緒方賢一
刑務所の所長。挨拶代わりにリュウを鞭で痛めつけたが、悲鳴一つ上げないリュウに疲れ切って音を上げる。その後の自由時間ではサガットにリュウを半殺しにするよう命令するが拒否され、銃でサガットを殺害しようとするがリュウに止められ、サガットにも反撃を受けてしまう。
リュウの仮釈放のときは悔しそうに睨んでいた。
琳子（りんこ）
声 - 笠原弘子
リュウが暮らしていた海宮内島に住んでいる少女。木こりをしている祖父（声 - 山内雅人）と2人暮らし。
アメリカに発つリュウに自分の母親の形見の数珠をお守りとして授け、旅立ちを見送った。
その他には、高瀬右光、柊美冬、青森伸、関口英司などの声優陣らの脇役も参加しており、ストーリーによっては持ち役でも二役参加している場面もある。

## スタッフ
- 原案・設定：CAPCOM
- 監督：杉井ギサブロー
- 監督補：はしもとなおと、佐藤卓哉
- シリーズ原作：今井賢一
- 企画：坂井昭夫、愛知拳
- アニメーションプロデューサー：藤田健
- 制作担当：大西つとむ
- プロデューサー：今井賢一、位寄雅雄
- キャラクターデザイン・総作画監督：加野晃
- 作画監督協力：前田実、江口摩吏介
- 美術監督：西川淳一郎
- 背景：スタジオユニ、スタジオテークワン
- 色彩設計：黒柳朋子
- 撮影監督：小堀勝哉
- 撮影：スタジオぎゃろっぷ
- 編集：古川雅士（J.S.E.）
- 武闘監督：東海林真一
- シリーズ原作協力：沢田謙也、石井和義、正道会館
- 音響監督：斯波重治
- 音響制作：オムニバスプロモーション
- テーマ曲プロデュース：ASKA
- 音楽：川崎真弘、ゲミュート
- 音響効果：佐藤一俊
- アニメーション制作協力：スタジオジュニオ、ジェー・シー・エフ、トランス・アーツ、オフィス蒼、スタジオ テイク・オフ、スタジオ雲雀、東京キッズ
- アニメーション制作：グループ・タック
- 制作協力：アミューズ
- 製作：よみうりテレビ、グループ・タック

## 主題歌
- オープニングテーマ

1. 『風 吹いてる』（第1話 - 第19話）
作詞・作曲：飛鳥涼、編曲：十川知司、歌：黒田有紀
2. 『今、明日のために』（第20話 - 第29話）
作詞・作曲・歌：本田修司、編曲：西本明

- エンディングテーマ

1. 『cry』（第1話 - 第19話）
作詞・作曲：飛鳥涼、編曲：十川知司、歌：黒田有紀
2. 『LONELY BABY』（第20話 - 第29話）
作詞・作曲・歌：本田修司、編曲：佐藤昭宏

## 各話リスト
| 話数 | サブタイトル                                                    | 脚本                | 絵コンテ            | 演出           | 作画監督                   | 放送日         |
| ---- | --------------------------------------------------------------- | ------------------- | ------------------- | -------------- | -------------------------- | -------------- |
| 1    | 旅立ち サンフランシスコからの招待状                             | 外山草              | 佐藤卓哉            | 佐藤卓哉       | 佐藤正樹 前田実 江口摩吏介 | 1995年 4月10日 |
| 2    | 空軍の王者 炸裂、脅威のミリタリーコンバット                     | 平柳益実            | 東海林真一          | はしもとなおと | 江口摩吏介                 | 4月17日        |
| 3    | 香港上陸 潜入、魔闘窟への挑戦状                                 | 酒井直行            | 東海林真一          | 下田正美       | 玉川達文                   | 4月24日        |
| 4    | 暗黒の九龍［クーロン］城 無法地帯、命がけの大脱出               | 酒井直行            | 浅田裕二            | 浅田裕二       | 井上栄作                   | 5月1日         |
| 5    | 飛龍［フェイロン］熱血! 激写、スーパーバトルアクションムービー  | 酒井直行            | 森田風太            | 森田風太       | 及川博史                   | 5月8日         |
| 6    | 秘伝見参! 漲る気、波動の覚醒                                    | 酒井直行            | 加瀬充子 東海林真一 | 小村敏明       | 木下勇喜                   | 5月22日        |
| 7    | 阿修羅の報復 襲いかかるムエタイの刺客                           | 平柳益実 東海林真一 | 東海林真一          | 高山秀樹       | 金子匡邦 南雲公明          | 6月5日         |
| 8    | 罠、牢獄、真実の叫び 誇り高きリュウ                             | 酒井直行            | 加瀬充子            | 渡辺健一郎     | 渡辺明夫                   | 6月12日        |
| 9    | ムエタイの巨星 壮絶、獄中戦交響曲［プリズンバトルシンフォニー］ | 酒井直行            | 小林治              | 佐藤英一       | しまだひであき             | 6月19日        |
| 10   | 暗黒の予兆 ベールに包まれた真の君臨者                           | 酒井直行            | 辻伸一              | 山崎茂         | 新井豊                     | 6月26日        |
| 11   | 野獣来訪 聖なる荒法師、若武者への忠告                           | 酒井直行            | 佐藤卓哉            | 清水明         | 及川博史                   | 7月3日         |
| 12   | 幻の真剣勝負 精神と肉体の間［はざま］に潜む闘神                 | 酒井直行            | 加瀬充子 東海林真一 | 小村敏明       | 木下勇喜                   | 7月10日        |
| 13   | 波動拳伝説 森羅万象、エネルギーの結実                           | 酒井直行            | 小林治              | 高橋幸雄       | 金子匡邦                   | 7月17日        |
| 14   | 血に飢えた貴公子 美への執着、春麗への媚薬                       | 酒井直行 沢田謙也   | 岡佳広              | 渡辺健一郎     | 渡辺明夫                   | 7月24日        |
| 15   | 両雄激突 プライドと命とシンデレラを賭けた死闘                   | 酒井直行 沢田謙也   | 辻伸一              | 佐藤英一       | しまだひであき             | 7月31日        |
| 16   | ベールをぬいだ君臨者 暴走を始めた恐るべき征服欲                 | 酒井直行 沢田謙也   | 加瀬充子            | 山崎茂         | 中田雅夫                   | 8月7日         |
| 17   | 戦慄、暴君の司令 忍び寄る策謀、迫り来る危機                     | 酒井直行 沢田謙也   | 木村哲              | 加瀬充子       | 前田実                     | 8月14日        |
| 18   | 美しき暗殺者 緑色の瞳、十字架［クロス］の恐怖                   | 酒井直行 沢田謙也   | 田中イチロウ        | 小村敏明       | 木下勇喜                   | 8月21日        |
| 19   | 鉄人への特命 救出の空に発つ最強の助っ人                         | 酒井直行 沢田謙也   | 辻伸一              | 高橋幸雄       | 金子匡邦                   | 8月28日        |
| 20   | 秘められた爆発力 渾身に満ちるとてつもないパワー                 | 酒井直行 沢田謙也   | 鈴木トシオ          | 渡辺健一郎     | 渡辺明夫                   | 9月4日         |
| 21   | 服従への強制 サイバーチップ、脳支配への挑戦                     | 酒井直行 沢田謙也   | 佐藤英一            | 佐藤英一       | しまだひであき             | 9月11日        |
| 22   | 昇龍、空へ 怒りの絶頂、目覚める波動                             | 酒井直行 沢田謙也   | 辻伸一              | 加瀬充子       | 前田実                     | 9月18日        |
| 23   | 凍りついた眼光 悪魔に魅入られた勇者                             | 酒井直行 沢田謙也   | 辻伸一              | 小村敏明       | 木下勇喜                   | 10月16日       |
| 24   | 悪夢の再会 悲痛の呼び掛け、閉ざされた意識                       | 酒井直行 沢田謙也   | 鈴木トシオ          | 高橋幸雄       | 金子匡邦                   | 10月23日       |
| 25   | 死闘〈第一章〉 壮絶、トリプルバトルコマンド                     | 酒井直行 沢田謙也   | 東海林真一          | 渡辺健一郎     | 渡辺明夫                   | 10月30日       |
| 26   | 死闘〈第二章〉 力尽きゆく親友の断末魔                           | 酒井直行 沢田謙也   | 佐藤英一            | 佐藤英一       | しまだひであき             | 11月6日        |
| 27   | 死闘〈第三章〉 臨界点、激突する波動エネルギーの極限             | 酒井直行 沢田謙也   | 佐藤卓哉 辻伸一     | 雄谷将仁       | 木下勇喜                   | 11月13日       |
| 28   | 死闘〈第四章〉 君臨者ベガ、その圧倒的破壊力                     | 酒井直行 沢田謙也   | 佐藤卓哉 辻伸一     | 高橋幸雄       | 金子匡邦                   | 11月20日       |
| 29   | 死闘完結 全身全霊をかけたファイナルバトル                       | 酒井直行 沢田謙也   | 東海林真一          | 加瀬充子       | 南雲公明                   | 11月27日       |

## 映像ソフト
放送当時アミューズソフトエンタテインメントよりVHS/LDが全14巻発売されたが、現在絶版。2009年7月15日にティー ワイ エンタテインメントよりDVD-BOXが発売。
- 最終14巻には一般公募より採用されたキャラクターとリュウが対峙する新作ショートストーリーを収録。
- LD版のみ特典として、番組放送中に行われたテレホンキャンペーンの音声を収録。
- DVD-BOXは各ディスク、1枚に7話、4枚目のみ8話収録しており、解像度は低い。また各メニュー画面も各作品の選択のみで、チャプター選択画面はない。

## コミック
- 月刊コロコロコミック版（小学館）
  - 1995年5月号から12月号まで連載。坂井孝行作、タイトルは『正伝 ストリートファイターII V』。基本的にはアニメに忠実なコミカライズだが、ナッシュのデザインなどゲーム版を加味した要素も加えられている。
  - 単行本はてんとう虫コミックススペシャルより全2巻発売。1巻：ISBN 4-09-149154-5、2巻：ISBN 4-09-149155-3。
- コミックボンボン版（講談社）
  - 1995年5月号から1996年5月号まで連載。馬場康士（現・馬場康誌）作、タイトルは『ストリートファイターII V烈伝』。アニメの内容を把握せずに執筆したためほぼオリジナルの作品となっており、アニメ版や上記の『正伝』とは似て非なるものとなっている。

## 宣伝特番『ウルトラマンデー7』
本作放送開始日の1995年4月10日の17:30 - 18:00（JST。関東地区）では、本作と、当時直後の月曜19:30で継続中の『魔法騎士レイアース』の2本を宣伝する特別番組『ウルトラマンデー7（ウルトラマンデーセブン）』が放送された。タイトルは円谷特撮『ウルトラマン』と『ウルトラセブン』のもじり。
ナレーターはバッキー木場、出演者は本作からは羽賀研二（ケン役）、石井和義（シリーズ原作協力）、『レイアース』からは椎名へきる（獅堂光役）、吉田古奈美（龍咲海役）、笠原弘子（鳳凰寺風役）、中村あゆみ（2代目オープニングテーマ『キライになれない』歌唱）、本田美奈子（2代目エンディングテーマ『ら・ら・ば・い〜優しく抱かせて』歌唱）。
また番組ではこの2作の他、公開間近の『ルパン三世　くたばれ!ノストラダムス』（1995年4月22日公開）の宣伝も行った。

## ネット配信
2024年2月23日からYouTubeの「アニメタイムズ」で期間限定無料配信が行われている。
| 配信話 | 配信話 | 配信期間（JST）  | 配信期間（JST）           |
| ------ | ------ | ---------------- | ------------------------- |
| 01     | 05     | 2024.02.23 18:00 | 2024.03.25 12:00 （予定） |
| 06     | 10     | 2024.02.24 18:00 | 2024.03.26 12:00 （予定） |